# Steinbach (Bad Berleburg)
Steinbach ist ein untergegangenes Dorf der heutigen Stadt Bad Berleburg im Kreis Siegen-Wittgenstein in Nordrhein-Westfalen.

## Lage
Östlich von Bad Berleburg, im Steinbachtal.

## Geschichte
Im Jahr 1442 erhält Revers Herberds von Brubecke das Gut Steinbach als Burglehen von Georg von Wittgenstein. 1514 geht Steinbach in den Besitz derer von Winter über. Der Ort gehörte vermutlich zum Kirchspiel Odeborn.

## Frühere Namen
- 1299 – Steymbach
- 1442 – Steynbach
- 1514 – Steinbach